# Djupberusning
Djupberusning (går även under namn som kvävenarkos eller Martini-effekten), är ett uttryck som beskriver ett tillstånd som kan drabba dykare. Tillståndet kommer efter inandning av andningsgas med högt partialtryck på främst kväve. Tillståndet kan kännas av vid dykning på redan 20 meters djup och ökar i omfattning ju djupare du dyker och påminner om den berusning alkohol kan ge. Dock ger inte denna berusning någon baksmälla efteråt.

## Orsak
Den gas som dykare använder innehåller kvävgas och syrgas i en kombination. Kvävet hamnar vid inandning i kroppen och transporteras runt i blodet för att successivt sprida sig ut i vävnaderna. Detta ger i sin tur berusningssymptom i olika grad. 

## Symptom
Vanliga första symptom på djupberusning kan vara: tunnelseende, ångest, illamående, försämrad reaktionsförmåga och detta kan i sin tur leda till dåligt omdöme. Det är främst detta som kan utgöra en fara för dykaren, snarare än tillståndet i sig åtminstone i djupberusningens första faser. Fortsätter dykaren att dyka ännu djupare kan detta leda till hallucinationer och även att dykaren förlorar medvetandet vilket kan innebära döden. Tillståndet bryts genom att stiga upp till grundare djup. En alltför snabb uppstigning kan ge det som kallas dykarsjuka.

## Att förebygga djupberusning
Det går att tillsätta helium i den gas dykaren använder men det medför andra typer av risker. Det är också viktigt att ha kunskap om hur regulatorn (andningsapparaten) funkar vid olika vattentemperaturer. En förebyggande åtgärd kan också vara att ej dyka djupare än 30 meter, som är det djup de flesta dykorganisationer rekommenderar för rekreationsdykare.